# Élections législatives de 1986 à Mayotte
Les élections législatives françaises de 1986 ont lieu les 16 et 23 mars. Dans la collectivité territoriale de Mayotte, un député est à élire dans le cadre d'un scrutin majoritaire. Avec Saint-Pierre-et-Miquelon et Wallis-et-Futuna, elle est la seule collectivité où le scrutin proportionnel par liste, en vigueur dans le reste de la France, n'est pas appliqué.

## Élus
| Circonscription        | Député sortant     | Parti | Parti | Député élu ou réélu | Parti | Parti     |
| ---------------------- | ------------------ | ----- | ----- | ------------------- | ----- | --------- |
| Circonscription unique | Jean-François Hory |       | MRG   | Henry Jean-Baptiste |       | UDF (CDS) |

## Résultats

### Résultats par circonscription
|                                       | Henry Jean-Baptiste élu | UDF (CDS) (MPM) | 10 506 | 64,74  |  |  |  |
|                                       | Jean-Michel de Cazanove | RPR             | 5 331  | 32,85  |  |  |  |
|                                       | Abdouraquid Djounai     | Extrême gauche  | 286    | 1,76   |  |  |  |
|                                       | André Alonzo            | Divers droite   | 104    | 0,64   |  |  |  |
|                                       |                         |                 |        |        |  |  |  |
| Inscrits                              | Inscrits                | Inscrits        | 20 856 | 100,00 |  |  |  |
| Abstentions                           | Abstentions             | Abstentions     | 4 220  | 20,23  |  |  |  |
| Votants                               | Votants                 | Votants         | 16 636 | 79,77  |  |  |  |
| Blancs et nuls                        | Blancs et nuls          | Blancs et nuls  | 409    | 2,46   |  |  |  |
| Exprimés                              | Exprimés                | Exprimés        | 16 227 | 97,54  |  |  |  |
| Source : Le Monde, 19 mars 1986, p. 8 |                         |                 |        |        |  |  |  |